# Związek gmin Lenningen
Związek gmin Lenningen – związek gmin (niem. Gemeindeverwaltungsverband) w Niemczech, w kraju związkowym Badenia-Wirtembergia, w rejencji Stuttgart, w regionie Stuttgart, w powiecie Esslingen. Siedziba związku znajduje się w miejscowości Lenningen, przewodniczącym jego jest Michael Schlecht.
Związek zrzesza jedno miasto i dwie gminy wiejskie:
- Erkenbrechtsweiler, 2 102 mieszkańców, 6,93 km²
- Lenningen, 8 177 mieszkańców, 41,44 km²
- Owen, miasto, 3 449 mieszkańców, 9,70 km²